# Sante Prunati
Sante Prunati (Verona, 1656 – 1728) è stato un pittore italiano.

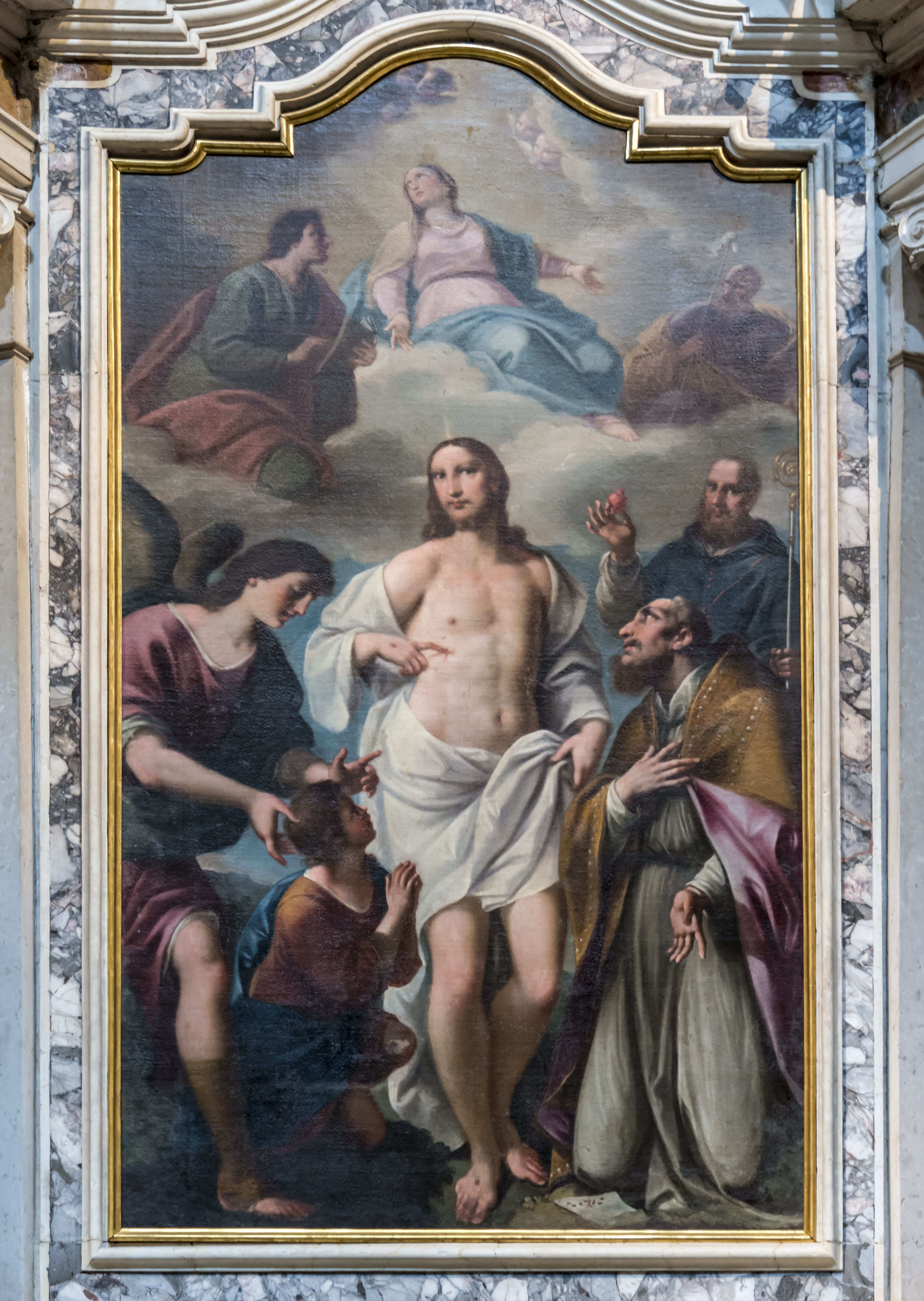
Pala d'altare per la cappella De Abazia-Lazzari nel Duomo di Verona

Fu allievo del Voltolini e in seguito del Falcieri e a sua volta fu maestro di Giambettino Cignaroli.

## Biografia

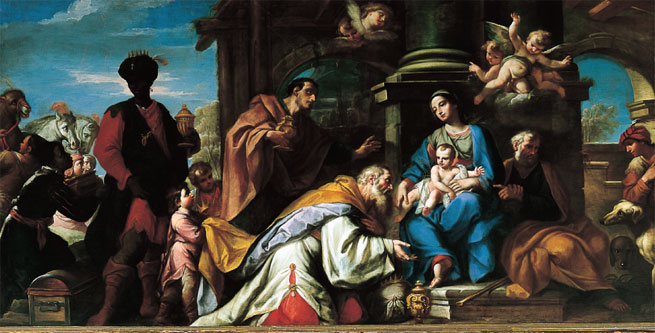
Sante Prunati, L'adorazione dei Magi, Museo della Basilica, Gandino

All'età di 19 anni Sante Prunati si spostò a Vicenza per dipingere nel coro di Sant'Jacopo. Nella stessa Vicenza dipinse la pala d'altare di Sant'Antonio per la chiesa di San Felice. Si spostò quindi a Venezia per lavorare nello studio di Johann Carl Loth.
Andò poi a Bologna, dove dipinse in varie chiese. Lavorò anche a Torino, dove dipinse nel palazzo del Marchese di Pianezza, e in quel di Bergamo (Basilica di Santa Maria Assunta a Gandino). Ricevette importanti commissioni nella sua città natale, fra cui l'esecuzione dei quadri per l'altare per la cappella De Abazia-Lazzari nel Duomo e il dipinto raffigurante la Madonna e San Giovanni su lastra di lidite dell'altare Lonardi nella Chiesa di Sant'Eufemia. Partecipò ai decori della Cappella dei Notai a Verona.
Ebbe anche un figlio, Michelangelo, che ne seguì le orme in pittura. Tra i suoi allievi vi furono, oltre al Cignaroli, anche Antonio Mela, Felice Torelli, Giovanni Battista Rubini e Felice Cappelletti.